# Till the World Ends
«Till the World Ends» (укр. «До Кінця Світу») — пісня американської співачки Брітні Спірс, другий сингл з сьомого альбому співачки Femme Fatale. Написаний співачкою Kesha та випущений 4 березня 2011 року.
Продюсерами синглу виступили Dr. Luke, Макс Мартін та Billboard.

## Відеокліп
Зйомки відеокліпу продовжувались 17 і 18 березня 2011 року в Лос-Анджелесі. Режисером кліпу став Рей Кей. Прем'єра кліпу відбулася 6 квітня 2011 року на офіційному YouTube каналі Брітні Спірс. Існує дві версії кліпу: перша, основна версія більш апокаліптична, з сюжетною лінією, де уріжуть частину хореографії; друга частина, спеціальна версія кліпу для фанатів. У ній буде більше хореографії з Брітні.

##### Сюжет кліпу
Дія в кліпі відбувається 21 грудня 2012 року. Наближається момент апокаліпсису, всі люди ховаються у підземному бункері, де їх зустрічає Брітні. Вони починають танцювати, в той час, як місто руйнується. Стіни бункера починають розхитуватися, але тут із щілини у стелі сяє сонячний промінь, і починає литися вода. Метеорит, який мав упасти на Землю, в останню минь відхилився від курсу. Брітні відкриває люк бункера і вилізає на вулицю.

## Чарти
| Чарт (2011)                               | Найвища позиція |
| ----------------------------------------- | --------------- |
| Австралія (ARIA)                          | 8               |
| Австрія (Ö3 Austria Top 75)               | 23              |
| Бельгія (Ultratop Flanders)               | 12              |
| Бельгія (Ultratop Wallonia)               | 6               |
| Brazil (Brasil Hot 100 Airplay)           | 19              |
| Brazil (Brasil Hot Pop Songs)             | 3               |
| Канада (Canadian Hot 100)                 | 4               |
| Канада (CHR/Top 40) (Billboard)           | 3               |
| Канада (Hot AC) (Billboard)               | 3               |
| СНД (Tophit)                              | 1               |
| Croatia (HRT)                             | 2               |
| Чехія (IFPI)                              | 10              |
| Данія (Tracklisten)                       | 7               |
| Фінляндія (Suomen virallinen lista)       | 6               |
| Франція (SNEP)                            | 8               |
| Німеччина (Media Control AG)              | 27              |
| Global Dance Tracks (Billboard)           | 7               |
| Ірландія (IRMA)                           | 7               |
| Ізраїль (Media Forest)                    | 2               |
| Italy (FIMI)                              | 30              |
| Японія (Japan Hot 100)                    | 52              |
| Lebanon (The Official Lebanese Top 20)    | 14              |
| Mexico Ingles Airplay (Billboard)         | 6               |
| Netherlands (Dutch Top 40 Tipparade)      | 2               |
| Нідерланди (Mega Single Top 100)          | 29              |
| Нова Зеландія (RIANZ)                     | 10              |
| Норвегія (VG-lista)                       | 2               |
| Poland (Polish Airplay TV)                | 1               |
| Portugal Digital Songs (Billboard)        | 9               |
| Russia Airplay (Tophit)                   | 1               |
| Шотландія (Official Charts Company)       | 10              |
| Slovakia (Rádio Top 100)                  | 8               |
| South Korea International (Gaon)          | 1               |
| Іспанія (PROMUSICAE)                      | 11              |
| Spain Airplay (PROMUSICAE)                | 1               |
| Sweden (Sverigetopplistan)                | 4               |
| Швейцарія (Media Control AG)              | 7               |
| Ukraine Airplay (Tophit)                  | 18              |
| Велика Британія (Official Charts Company) | 21              |
| США (Billboard Hot 100)                   | 3               |
| США (Adult Top 40) (Billboard)            | 19              |
| США (Hot Dance Club Songs) (Billboard)    | 1               |
| США (Hot Dance Airplay) (Billboard)       | 3               |
| США (Mainstream Top 40) (Billboard)       | 4               |
| США (Rhythmic) (Billboard)                | 9               |

| Чарт (2011)              | Найвища позиція |
| ------------------------ | --------------- |
| CIS (TopHit)             | 2               |
| Russia Airplay (TopHit)  | 3               |
| Ukraine Airplay (TopHit) | 22              |

| Чарт (2011)                           | Позиція |
| ------------------------------------- | ------- |
| Australia (ARIA)                      | 71      |
| Belgium (Ultratop 50 Flanders)        | 45      |
| Belgium (Ultratop 50 Wallonia)        | 21      |
| Canada (Canadian Hot 100)             | 26      |
| CIS (TopHit)                          | 17      |
| Croatia (HRT)                         | 29      |
| Denmark (Tracklisten)                 | 50      |
| France (SNEP)                         | 27      |
| France Airplay (SNEP)                 | 33      |
| Israel (Media Forest)                 | 41      |
| Lebanon (Lebanese Top 20)             | 13      |
| Russia Airplay (TopHit)               | 28      |
| Spain (PROMUSICAE)                    | 37      |
| Spain Airplay (PROMUSICAE)            | 20      |
| Sweden (Digilistan)                   | 39      |
| Sweden (Sverigetopplistan)            | 51      |
| Switzerland (Schweizer Hitparade)     | 49      |
| South Korea International (Gaon)      | 58      |
| Ukraine Airplay (TopHit)              | 39      |
| UK Singles (OCC)                      | 143     |
| US Billboard Hot 100                  | 27      |
| US Dance Club Songs (Billboard)       | 17      |
| US Dance/Mix Show Airplay (Billboard) | 26      |
| US Mainstream Top 40 (Billboard)      | 16      |
| US Rhythmic (Billboard)               | 50      |

## Сертифікації
| Регіон | Сертифікація  | Продажі   |
| --- | ------------- | --------- |
| Австралія (ARIA) | 2× Платиновий | 140 000^  |
| Бельгія (BEA) | Золотий       | 15 000*   |
| Данія (IFPI Denmark) | Золотий       | 15 000^   |
| Данія (IFPI Denmark) Streaming | Золотий       | 50 000    |
| Італія (FIMI) | Золотий       | 15 000*   |
| Мексика (AMPROFON) | Золотий       | 30 000*   |
| Нова Зеландія (RIANZ) | Золотий       | 7500*     |
| Південна Корея | —             | 288,307   |
| Швеція (IFPI Sweden) | 3× Платиновий | 120 000   |
| Швейцарія (IFPI Switzerland) | Золотий       | 15 000^   |
| Велика Британія (BPI) | Срібний       | 200 000   |
| США (RIAA) | 4× Платиновий | 4 000 000 |
| *продажі, що базуються лише на сертифікаціях · ^відвантаження, що базуються лише на сертифікаціях · продажі+прослуховування, що базуються лише на сертифікаціях · лише прослуховування, що базуються лише на сертифікаціях |               |           |